# Esko Helle
Esko Antero Helle (ur. 28 maja 1938 w Janakkali, zm. 3 stycznia 2014 w Hämeenlinnie) – fiński polityk, samorządowiec i stomatolog, deputowany do Eduskunty.

## Życiorys
Absolwent stomatologii na Uniwersytecie Helsińskim (1966), praktykował w zawodzie dentysty.
Od 1977 zasiadał w radzie miejskiej w rodzinnej miejscowości. Długoletni działacz Fińskiej Ludowej Ligi Demokratycznej, w latach 1985–1988 stał na czele tego ugrupowania. Wraz z nim w 1990 współtworzył Sojusz Lewicy. Od 1983 do 2003 przez pięć kadencji był posłem do Eduskunty. W latach 1988–1997 kierował frakcjami poselskimi swoich partii. Jako zastępca członka reprezentował krajowy parlament w Konwencie Europejskim.